# دی‌فلورورمتان
دی‌فلورورمتان (به انگلیسی: Difluoromethane) یک ترکیب شیمیایی با شناسه پاب‌کم ۶۳۴۵ است. شکل ظاهری این ترکیب، گاز بی‌رنگ است.